# Eucoelocybomyia aerea
Eucoelocybomyia aerea är en stekelart som beskrevs av Girault 1915. Eucoelocybomyia aerea ingår i släktet Eucoelocybomyia och familjen puppglanssteklar. Inga underarter finns listade i Catalogue of Life.